# 新党さきがけ
新党さきがけ（しんとうさきがけ、英語: New Party Sakigake）は、かつて存在した日本の政党。略称および1998年10月以降の党名はさきがけ、英語略称はNPS。

## 概要
1988年9月2日に武村正義、鳩山由紀夫ら自民党の一年生議員を中心として結成された政策勉強会「ユートピア政治研究会」を母体とする。ユートピア政治研究会はリクルート事件をきっかけに生まれ、政界浄化やリベラルな政治改革を訴えていた。
1993年4月、武村と田中秀征は新党結成を決断。両者をあわせた計10人の議員、武村、田中、鳩山由紀夫、三原朝彦、佐藤謙一郎、渡海紀三朗、園田博之、岩屋毅、簗瀬進、井出正一は、同年6月18日の宮澤内閣への内閣不信任決議可決に伴う衆議院解散の直後に離党。6月21日、「新党さきがけ」を結成した。
なお、不信任決議案については、研究会のメンバーの多くは反対票を投じていた。他方で、不信任案に賛成していた小沢一郎らは当初離党の意志はなく、党内で改革運動を継続するつもりであったが、不信任に反対した武村らが率先して離党したことから、自身も離党を決心したとされる。したがって、さきがけの結党は非自民政権誕生に至る政界再編の引き金を引くことになった。
続く第40回衆議院議員総選挙を経て成立した非自民・非共産勢力による細川内閣に参加後、羽田内閣では閣外協力に転じたものの、自民党が政権復帰した村山内閣に参加し、続く橋本内閣まで政権の一角を担った。中心メンバーは自民党単独政権以降、非自民連立政権、自さ社連立政権（村山政権・橋本政権）と、性質の異なるいくつもの政権にほぼ一貫して与党として参加していたことになり、小政党ながら巧みな政界遊泳で政界再編期に強い存在感を放った。途中、日本新党の親さきがけ派（反小沢派）など各会派の合流を受け入れて党勢を拡大させたが、1996年頃からメンバーの離脱が相次ぎ、2002年、みどりの会議への名称変更という形で正式に解党した。
なお、この離脱過程で、多くの旧所属議員は旧民主党に参加した。結党時の民主党は旧社会党出身者が大半だったが、その多くがベテラン議員だったこともあり、中堅・若手の多いさきがけ出身者が中枢を担った。旧民主党が他会派を吸収する形で1998年に結党された新民主党においてもその傾向は続いた。したがって、新党さきがけは実質的に後の民主党の母体と見ることもできる。これらさきがけ出身者（鳩山由紀夫、菅直人、前原誠司、玄葉光一郎、枝野幸男、荒井聰、小沢鋭仁など）は、2009年に誕生した民主党政権においても中心的な人材として政権を担い、2人の内閣総理大臣（鳩山、菅）を輩出した。

## 政治理念
新党さきがけの政治理念は田中秀征が原案をつくり、結成議員全員で討議して決めたという。田中は、五項目の政治理念を、所属していた宏池会の政治姿勢を念頭に置き、保守本流のバトンを引き継いでいくという意識が強く持ちながら起草したという。
1. 私たちは日本国憲法を尊重する。憲法がわが国の平和と繁栄に寄与してきたことを高く評価するとともに、時代の要請に応じた見直しの努力も傾け、憲法の理念の積極的な展開を図る。
2. 私たちは、再び侵略戦争を繰り返さない固い決意を確認し、政治的軍事的大国主義を目指すことなく、世界の平和と繁栄に積極的に貢献する。
3. 地球環境は深刻な危機に直面している。私たちは美しい日本列島、美しい地球を将来世代に継承させるため、内外政策の展開に当たっては、より積極的な役割を果たす。
4. 私たちはわが国の文化と伝統の拠り所である皇室を尊重するとともに、いかなる全体主義の進出も許さず、政治の抜本的改革を実現して健全な議会政治の確立を目指す。
5. 私たちは、新しい時代に臨んで、自立と責任を時代精神に捉え、社会的公正が貫かれた質の高い実のある国家、「質実国家」を目指す。

「質実国家」という用語は、昭和元年12月28日の昭和天皇の践祚後朝見式ノ勅語にある一節「それ浮華を斥け質実を尚び・・・」が由来である。田中はこれについて、「昭和をこういう時代にしたいという昭和天皇の夢であり、浮華を退けては虚飾を排してという意味と捉えて」書いたと述べている。また、「背伸びせず内容本位で自然体」と説明している。行財政改革の推進や環境重視の姿勢を全面に打ち出して、皇室や日本国憲法第9条を尊重する「尊憲」を掲げ、保守政党でありながら、ゆるやかなリベラルとでも言うべき色彩を有していた。こうした特色は、後の民主党に色濃く受け継がれていった。
この当時は冷戦終結から間もない時期で、今更質素な小国を目指すのかと共感を呼ばなかったが、読売新聞編集委員の吉田清人は2022年に、「今になってこの旗印は時代を見据えて「日本の針路」を指し示していた。掲げるのが早すぎた。」と論評している。

## 党史

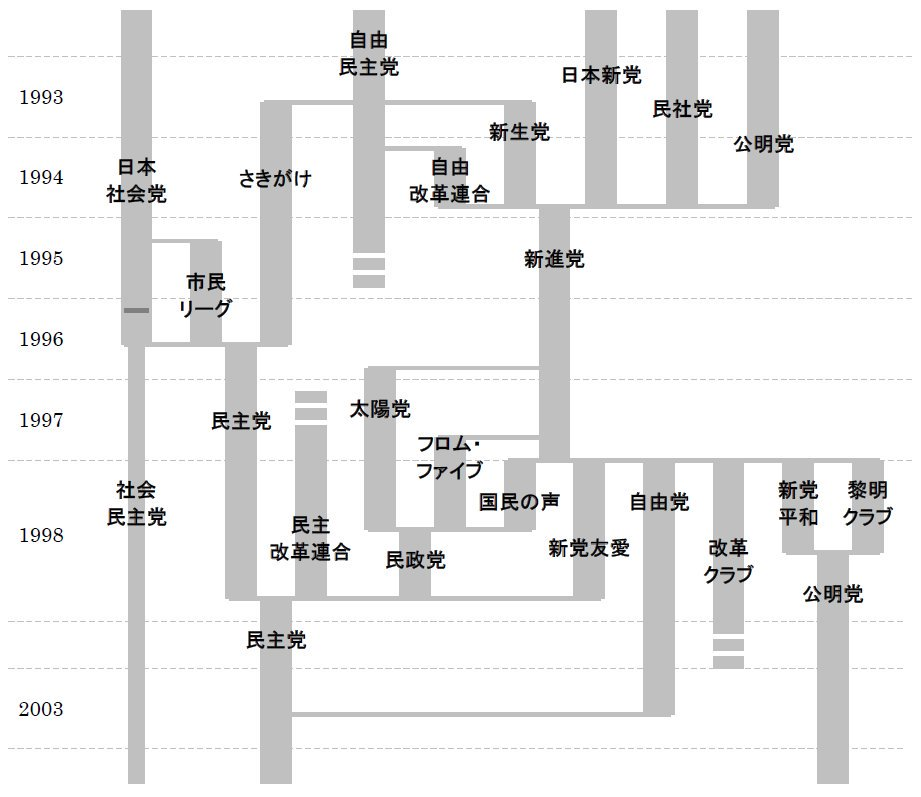
1990年代の政党の離合集散

1993年6月21日、宮澤内閣不信任案が可決したことを契機に、派閥横断の勉強会「ユートピア政治研究会」所属衆院議員10人が自民党を離党、新党さきがけを結成。代表は武村正義。名称発案者は同不信任案に10人中唯一賛成した簗瀬進であった。
7月18日、第40回衆議院議員総選挙で13議席を獲得。自民党過半数割れ。翌19日、日本新党と衆議院会派「さきがけ日本新党」結成。8月9日、非自民・非共産7党による細川内閣が発足し、武村が内閣官房長官に就任した。また、鳩山由紀夫は内閣官房副長官、田中秀征も内閣総理大臣特別補佐となっている。
しかし、緊密な関係を保ってきた細川と武村は「国民福祉税」の導入構想や政権与党の要職に就いていたいわゆる「一・一ライン」（新生党の小沢一郎と公明党の市川雄一）と武村の対立が先鋭化し、武村の更迭も検討されるなど両者の関係にも亀裂が生じるようになった。結果、閣内の求心力低下と政権与党内の対立が表面化し始めた1994年4月8日、細川が突如首相辞意を表明した。これを機に衆議院会派の「さきがけ日本新党」を解消した。同月25日、細川内閣は総辞職。
代わって後継として新生党の羽田孜を首班とする羽田内閣が同月28日発足するが、発足に先んじて同月15日にさきがけは次期政権に対して閣外協力を表明。羽田内閣においては実質的に「政権内野党」の立ち位置となった。その一方で、同月20日に日本新党所属で親さきがけ・反小沢寄りの立場であった五十嵐文彦、小沢鋭仁、中島章夫の3名が離党し「グループ青雲」を結成。同年5月9日にさきがけは青雲と連携する形で衆議院で統一会派「さきがけ・青雲」を結成した。さらに羽田内閣発足時に野党統一会派「改新」結成に反対し、「青雲」に続く形で日本新党を離党した荒井聰、枝野幸男、前原誠司、高見裕一の4人も会派「民主の風」を結成し、その後、同年5月30日に三勢力が合流する形で統一会派「さきがけ・青雲・民主の風」を結成した。また同年5月22日に社会民主連合が解散したことで、これに前後して菅直人が新党さきがけに入党し、政策調査会長となった。
その後、少数与党となり混乱が続いていた羽田内閣は自民党から内閣不信任決議案を提出され、決議前の同年6月25日に辞意を表明した。自民党は政権復帰を画策し、羽田内閣では連立を離脱していた日本社会党と事実上の政権内野党であったさきがけとともに大連立政権の発足に向けて動くこととなり、同月6月29日の首班指名選挙では社会党委員長の村山富市に投票する事となった。その結果、改新側が推した海部俊樹を下して、村山が内閣総理大臣に指名された。同月30日の羽田内閣の総辞職に伴い、自社さ連立政権による村山内閣が発足。さきがけからは武村が大蔵大臣、井出正一が厚生大臣にそれぞれ就任し、園田博之が内閣官房副長官に起用されるなど、さきがけは再び政権入りした。同年7月5日、衆議院会派も党名の「新党さきがけ」に改称し「青雲・民主の風」の旧日本新党グループがさきがけに正式に合流した。
1995年4月の第13回統一地方選挙では、1995年東京都知事選挙では「官権政治から民権政治への転換」を党是としていながら自治事務次官や内閣官房副長官を経験した与野党相乗り候補の石原信雄を支持したが、元参議院議員の青島幸男に敗れた。同様に1995年北海道知事選挙では社会党を除名された自民党・自由連合が推薦する元衆議院議員の伊東秀子を支持したが、社会党・新進党・公明・民社協会推薦の横路孝弘知事時代の副知事であった堀達也に敗れた。道府県議会議員選挙では9議席、指定市議会議員選挙では3議席を得た。
同年7月23日の第17回参議院議員通常選挙では、滋賀県選挙区で奥村展三が議席を獲得したものの選挙区はこの1議席、比例区2議席の合計3議席獲得にとどまった。同年8月8日、村山改造内閣が発足したが、さきがけの閣僚は井出は内閣改造により厚生大臣を退任、武村が大蔵大臣に留任したのみとなった。
1996年1月11日、第1次橋本内閣が発足。さきがけからは菅直人が厚生大臣、田中秀征が経済企画庁長官として入閣した。
同年8月28日、社会・さきがけ2党による新党（社さ新党）の結成を武村と日本社会党委員長から社会民主党初代党首となった村山が試みる。ところが鳩山由紀夫らの反対により断念し、鳩山らとの対立が表面化した。鳩山は新進党に所属していた弟の邦夫、厚生大臣として知名度を高めた菅、元北海道知事の横路らと接触を重ねて新党結成へ動き出し、その過程で新党への武村や社民党委員長の村山、元委員長の土井たか子らの新党参加を拒否する「排除の論理」を示した。同年8月30日、鳩山は新党旗揚げの宣言をするとともに、さきがけを離党した。同日、武村が混乱の責任を受けて代表を辞任し、後継代表に井出正一が就任した。この新党結成の動きに連動してさきがけからは、菅直人、簗瀬進の党幹部や荒井聰、枝野幸男、小沢鋭仁、前原誠司、石井紘基、玄葉光一郎といった若手議員も含めて15名が離党。同年9月28日、菅直人・鳩山由紀夫を共同代表として、さきがけ・社民党離党者や市民リーグと共に旧民主党を結成した。
同年10月20日、第41回衆議院議員総選挙では、新進党・旧民主党の結成なども影響し苦戦を強いられ、選挙結果は党代表の井出、現職閣僚の田中、総務会長の三原朝彦、政調会長の渡海紀三朗などを含めて前職7名が落選し、獲得議席は武村と園田の2議席に留まる大敗を喫した。この責任により井出が代表辞意を表明。同月22日に井出が代表を辞任し、議員団座長に堂本暁子が就いた。新政権となる第2次橋本内閣においては社民党とともに閣僚を出さず、閣外協力を決定した。
1998年2月、財政・金融分離問題で武村と意見が対立した田中秀征が離党し、唯一の党友となる。
同年5月31日、第1回党大会開催。武村が代表に返り咲いた。6月、自民党との連立を正式に解消し、環境政党としての再出発を表明した。
同年7月の第18回参議院議員通常選挙では、元議員の井出や宇佐美登など比例区のみ3名の擁立に留まり、議席を獲得できなかった。同年10月20日に党名を「さきがけ」に改称。この際に所属国会議員のうち、園田（無所属を経て自民党へ一時復党）、堂本、水野誠一（両名は参議院クラブを結成）が離党し、所属国会議員は武村と幹事長の奥村展三の2名となった。
2000年6月25日、第42回衆議院議員総選挙で党公認とせず、無所属で武村と参議院から鞍替えする奥村がそれぞれ選挙区で立候補したがいずれも落選し、所属国会議員が0人となったが、同日に1998年の参議選で東京都選挙区から無所属で立候補し当選していた中村敦夫が入党（復党）し、政党として存続することとなった。同年7月3日に中村が代表に就任し、環境政党としての立て直しを図った。
2001年3月10日、武村・奥村が所属していた「さきがけ滋賀」（事実上、唯一の地方組織）が民主党と合併した。同年3月16日、堂本の千葉県知事選挙立候補による辞職に伴い、次点であった黒岩秩子（黒岩宇洋の母）が繰上当選したが、その後同年4月13日、黒岩は離党した。
2001年の第19回参議院議員通常選挙には候補者を擁立しなかったことにより、選挙後の7月29日に政党助成法上の政党要件を失った。
2002年1月16日、「みどりの会議」に政党名を改称し、「さきがけ」は事実上解党した。

## 役職

### 歴代の常任幹事会代表・議員団座長（党首）
| 代             | 代表           | 代表           | 在任期間                     |
| 常任幹事会代表 | 常任幹事会代表 | 常任幹事会代表 | 常任幹事会代表               |
| -------------- | -------------- | -------------- | ---------------------------- |
| 1              |                | 武村正義       | 1993年6月18日 1996年8月30日  |
| 2              |                | 井出正一       | 1996年8月30日 1996年10月22日 |
| 議員団座長     |                |                |                              |
| -              |                | 堂本暁子       | 1996年10月22日 1998年5月6日  |
| 常任幹事会代表 |                |                |                              |
| 3              |                | 武村正義       | 1998年5月6日 2000年7月3日    |
| 4              |                | 中村敦夫       | 2000年7月3日 2002年1月16日   |

- は新党さきがけが政権入りした時点での代表。
- は新党さきがけが連立内閣及び閣外協力を離脱した時点での代表。

なお、武村の代表復帰まで井出を代表者として総務省（旧自治省）に登録していた。

### 歴代の常任幹事会・執行部役員表
| 新党さきがけ常任幹事会 （1993 - 1996） | 新党さきがけ常任幹事会 （1993 - 1996） | 新党さきがけ常任幹事会 （1993 - 1996） | 新党さきがけ常任幹事会 （1993 - 1996） | 新党さきがけ常任幹事会 （1993 - 1996） | 新党さきがけ常任幹事会 （1993 - 1996） | 新党さきがけ常任幹事会 （1993 - 1996） |
| 代表                                   | 代表代行                               | 代表幹事                               | 総務会長                               | 政策調査会長                           | 院内幹事                               | 参議院 議員会長                        |
| -------------------------------------- | -------------------------------------- | -------------------------------------- | -------------------------------------- | -------------------------------------- | -------------------------------------- | -------------------------------------- |
| 武村正義                               | 田中秀征                               | 園田博之                               | 鳩山由紀夫                             | 簗瀬進                                 | 井出正一                               | —                                      |
| 武村正義                               | 田中秀征                               | 園田博之                               | 井出正一                               | 菅直人                                 | 渡海紀三朗                             | 堂本暁子                               |
| 武村正義                               | 田中秀征                               | 鳩山由紀夫                             | 園田博之                               | 菅直人                                 | 渡海紀三朗                             | 堂本暁子                               |
| 武村正義                               | 田中秀征                               | 鳩山由紀夫                             | 園田博之                               | 渡海紀三朗                             | 三原朝彦                               | 堂本暁子                               |
| 新党さきがけ常任幹事会 （1996）        |                                        |                                        |                                        |                                        |                                        |                                        |
| 代表                                   | 副代表                                 | 代表幹事                               | 総務会長                               | 政策調査会長                           | 院内幹事                               | 参議院 議員会長                        |
| 井出正一                               | 菅直人                                 | 園田博之                               | 三原朝彦                               | 渡海紀三朗                             | 三原朝彦                               | 堂本暁子                               |
| 井出正一                               | 園田博之                               | 園田博之（兼）                         | 三原朝彦                               | 渡海紀三朗                             | 三原朝彦（兼）                         | 堂本暁子                               |
| 新党さきがけ常任幹事会 （1996 - 2002） |                                        |                                        |                                        |                                        |                                        |                                        |
| 代表                                   | 議員団座長                             | 幹事長                                 | 総務会長                               | 政策調査会長                           | 院内幹事                               | 参議院 議員会長                        |
| —                                      | 堂本暁子                               | 園田博之                               | 堂本暁子（兼）                         | 水野誠一                               | 奥村展三                               | 堂本暁子（兼）                         |
| 武村正義                               | —                                      | 奥村展三                               | 堂本暁子                               | 中村敦夫                               | 奥村展三（兼）                         | 奥村展三（兼）                         |
| 中村敦夫                               | —                                      | 黒岩秩子                               | —                                      | —                                      | —                                      | —                                      |

### 閣僚経験者等
（）内は入閣直前の党役職
細川内閣
- 国務大臣

内閣官房長官：武村正義（常任幹事会代表）
- 政務次官等

内閣官房副長官　　　：鳩山由紀夫
内閣総理大臣特別補佐：田中秀征
村山内閣
- 国務大臣

大蔵大臣：武村正義（常任幹事会代表）
厚生大臣：井出正一（総務会長）
- 政務次官等

内閣官房副長官　：園田博之（常任幹事会代表幹事）
建設政務次官　　：簗瀬進
内閣総理大臣補佐：錦織淳
村山改造内閣
- 国務大臣

大蔵大臣：武村正義（常任幹事会代表）
- 政務次官等

内閣官房副長官：園田博之
第1次橋本内閣
- 国務大臣

厚生大臣　　　：菅直人（政策調査会長）
経済企画庁長官：田中秀征（常任幹事会副代表）
- 政務次官

農林水産政務次官：小平忠正
環境政務次官　　：中島章夫

## 党勢の推移

### 衆議院
| 選挙         | 当選/候補者 | 定数 | 備考                             |
| ------------ | ----------- | ---- | -------------------------------- |
| （結成時）   | 10/-        | 512  | 正式には0。下記参照              |
| 第40回総選挙 | 13/16       | 511  | 追加公認+1（日本新党と統一会派） |
| 第41回総選挙 | 2/15        | 500  |                                  |
| 第42回総選挙 | -/0         | 480  |                                  |

### 参議院
| 選挙           | 当選/候補者 | 非改選 | 定数 | 備考                  |
| -------------- | ----------- | ------ | ---- | --------------------- |
| （結党時）     | 0/-         | -      | 252  | 第17回通常選挙前には1 |
| 第17回通常選挙 | 3/15        | 0      | 252  |                       |
| 第18回通常選挙 | 0/3         | 3      | 252  |                       |
| 第19回通常選挙 | -/0         | 1      | 247  |                       |

（参考文献：石川真澄（一部山口二郎による加筆）『戦後政治史』2004年8月、岩波書店・岩波新書、ISBN 4-00-430904-2）
- 当選者に追加公認は含まず。追加公認には会派に加わった無所属を含む。
- 新党さきがけ結党は衆議院解散後なので、形式的には結党時の所属衆議院議員は0。ここでは、解散時に議員で、結党に参加した人数を議席数とした。
- 『戦後政治史』にない追加公認は2 国会議員会派別議員数の推移（召集日ベース）（衆議院、1990年〜1999年）・国会議員会派別議員数の推移（召集日ベース）（衆議院、1993年〜2000年）・2 国会議員会派別議員数の推移（召集日ベース）（衆議院、2000年〜2006年）、(2) 参議院（1990年〜1999年）(2) 参議院（1994年〜2004年）にある、選挙直後の国会召集日の会派所属者数から判断した。ただし、第20回通常選挙直後の召集はない。
- 以下、党勢の推移(みどりの会議)に続く。

## 新党さきがけ議員一覧

### 衆議院議員
結党時（10名）
- 小渕派・・・鳩山由紀夫（北海道4区）、三原朝彦（福岡2区）
- 三塚派・・・佐藤謙一郎（神奈川4区）、渡海紀三朗（兵庫3区）、武村正義（滋賀全県区）、園田博之（熊本2区）
- 宮澤派・・・田中秀征（長野1区）、岩屋毅（大分2区）
- 河本派・・・簗瀬進（栃木1区）、井出正一（長野2区）

ユートピア政治研究会のメンバーであった宮澤派の鈴木恒夫（神奈川1区）も参加を予定していたが、河野洋平の側近であったため、当時の内閣官房長官だった河野の説得を受け、参加を断念した。そのため、武村と田中は、鈴木の代わりとして岩屋を勧誘し、結成メンバーに加えた。また、研究会のメンバーでなかった渡辺派の新井将敬は、参加を希望したが断られた。
第40回衆議院議員総選挙（13名）
- 石田勝之（埼玉1区）
- 田中甲（千葉4区）
- 宇佐美登（東京2区）
- 錦織淳（島根全県区）
- 玄葉光一郎（福島2区、93年12月に無所属より合流）

無所属で初当選していた高市早苗も公認申請していたが前出の新井同様に断られた。しかし新井と共に翌春柿沢自由党翌夏自由改革連合の結成や翌年末の新進党結党に参加。
落選
- 岩屋毅

日本新党から移籍（グループ青雲、民主の風）
- 五十嵐文彦（埼玉2区、グループ青雲）
- 中島章夫（神奈川3区、グループ青雲）
- 小沢鋭仁（山梨全県区、グループ青雲）
- 荒井聰（北海道1区、民主の風）
- 枝野幸男（埼玉5区、民主の風）
- 前原誠司（京都1区、民主の風）
- 高見裕一（兵庫1区、民主の風）
- 石井紘基（東京3区、自由連合を経て入党）

社民連より合流
- 菅直人（東京7区）

平和・市民より合流
- 金田誠一（北海道3区）

新進党から移籍
- 小平忠正（北海道4区）

### 参議院議員
社会党から移籍（1名）
- 堂本暁子（比例区）

第17回参議院議員通常選挙（3名）
- 奥村展三（滋賀区）
- 水野誠一（比例区）

平和・市民より合流
- 中尾則幸（北海道選挙区）

### さきがけ分裂
1996年9月に旧・民主党が結成されて党が分裂する直前の時点における党勢は、27名（衆院23名、参院4名）であった（上記の議員の内、佐藤謙一郎、石田勝之は、既に離党）。内、15名が旧・民主党に参加した。

### さきがけ後の動向
民主党にも自民党にも移籍せず
- 田中秀征（政界を引退、みんなの党支援者）
- 井出正一（政界を引退、みんなの党支援者、2018年死去）
- 堂本暁子（無所属の会、千葉県知事を経て政界を引退）
- 水野誠一（無所属の会を経て静岡県知事選挙に立候補するも落選して政界を引退）

自民党復党
- 岩屋毅
- 三原朝彦（政界を引退）
- 渡海紀三朗
- 園田博之（→たちあがれ日本→日本維新の会→次世代の党→自民党、2018年死去）

民主党へ
- 武村正義（政界を引退、2022年死去）
- 佐藤謙一郎（政界を引退）
- 錦織淳（政界を引退）
- 中島章夫（政界を引退、2024年に死去）
- 高見裕一（政界を引退）
- 石井紘基（2002年、議員在職中に暗殺）
- 金田誠一（政界を引退、2023年に死去）
- 鳩山由紀夫（政界を引退）
- 小沢鋭仁（→日本維新の会→維新の党→無所属→改革結集の会→おおさか維新の会→日本維新の会→希望の党、政界を引退）
- 簗瀬進（政界を引退)
- 石田勝之（政界を引退)
- 五十嵐文彦（政界を引退）
- 小平忠正（政界を引退）
- 奥村展三（政界を引退）
- 田中甲（→みんなの党→日本維新の会を経て、千葉県市川市長に）
- 宇佐美登（→平沼グループ→日本維新の会→無所属→希望の党）
- 中尾則幸（→無所属、政界を引退）

民主党→民進党へ
- 菅直人（→旧立憲民主党→立憲民主党、政界を引退）
- 前原誠司（→無所属→希望の党→旧国民民主党→国民民主党→教育無償化を実現する会→日本維新の会）
- 枝野幸男（→旧立憲民主党→立憲民主党）
- 玄葉光一郎（→無所属→立憲民主党）
- 荒井聰（→旧立憲民主党→立憲民主党、政界を引退）